# DJ Quik
DJ Quik o Tha Quiksta, pseudonimo di David Marvin Blake (Compton, 18 gennaio 1970), è un rapper, beatmaker e produttore discografico statunitense.

## Biografia
DJ Quik è nato e cresciuto a Compton, California ed è uno dei rapper e produttori più rispettati della West Coast.
Alcune delle sue canzoni sono considerate delle pietre miliari di tutta la storia dell'hip-hop.
Da ragazzo entra a far parte dei Tree Top Piru, la gang di Bloods del suo quartiere; verso la fine degli anni 1980 si dedica alla carriera musicale realizzando dei mixtape insieme ai suoi amici Hi-C, AMG e i 2nd II None. Alcuni di questi nastri vengono ascoltati da manager della Profile Records che gli offrono un contratto.

Nel 1990 esce "Quik Is The Name" che ottiene un ottimo successo, vendendo più di 1 milione di copie, grazie a singoli quali "Tonite" e "Born & Raised In Compton". Due anni dopo uscì "Way 2 Fonky" e nel 1995 "Safe + Sound", forse il suo album più apprezzato. In quel periodo è a stretto contatto con la Death Row Records e realizza varie produzioni per i suoi artisti.

DJ Quik ha avuto anche una faida con MC Eiht, faida che si alimentò quando Quik parlò, nei versi di alcuni suoi mixtape, della band dei Compton's Most Wanted in maniera apparentemente vessatoria ("To the Top of the Tree, for C-M-W see") ed MC Eiht lo interpretò come un diss, vista anche la contrapposizione che esisteva fra i due (Quik era legato alla gang dei Bloods, mentre Eiht alla gang dei Crips). La beef si concluse comunque in maniera pacifica verso la fine degli anni '90 quando i due collaborarono successivamente insieme in un pezzo, che però non venne mai pubblicato.

Nel 1997 Quik inizia a lavorare con il rapper/pimp Suga Free e produce per lui tutte le tracce del suo album d'esordio "Street Gospel".
Nel 1998 uscì "Rhythm-al-ism" per la Artista Records (che aveva acquisito la Profile) e nel 2000 "Balance & Options", che però non raggiunge lo status di disco d'oro e che fa quindi perdere a Quik il contratto con l'Arista.
David Blake decide quindi di diventare un artista indipendente e nel 2002 pubblica "Under Tha Influence", annunciato come il suo ultimo album. Il disco contiene un bellissimo tributo al compianto amico Mausberg, ucciso nel 2000.

Deciso a ritirarsi dalle scene, DJ Quik curiosamente viene chiamato per grandi progetti come la direzione delle musiche per il film "Head Of State" di Chris Rock e la produzione di tracce come "Justify My Thug" di Jay-Z e "All For You (Remix)" di Janet Jackson. Quik decide quindi di ritornare sui suoi passi e nel 2005 firma per la Warner Bros. ed allo stesso tempo fonda anche la sua etichetta Mad Science Recordings. La Warner dimostra però scarso interesse e scoglie il contratto, Quik pubblica così il suo settimo album "Trauma" nel 2005 da indipendente con distribuzione Fontana/Universal; al disco partecipano artisti come The Game, B-Real dei Cypress Hill, Ludacris, T.I. e i Jodeci, riunitesi per la prima volta dopo dieci anni.

Nel giugno del 2006 Quik viene condannato a 5 mesi di prigione per aver aggredito sua sorella Debra "Pee Wee" Armstrong nel 2003. Liberato con qualche settimana di anticipo, DJ Quik forma il gruppo "The Fixxers" con l'amico AMG e si mette a lavorare all'album "Midnight Life". Nel marzo 2007 Quik & AMG firmano un contratto per la pubblicazione dell'album con la celebre Interscope Records, ma vengono presto scaricati, nonostante il modesto successo del singolo "Can U Werk Wit Dat". Nel dicembre 2007 il manager di DJ Quik decide di vendere on-line le tracce di "Midnight Life", dopo questo DJ Quik annuncia l'esperienza dei Fixxers come finita.

In quello stesso periodo DJ Quik si occupa del mixaggio del disco "Ego Trippin" di Snoop Dogg ed è in questo contesto che nasce l'idea di un disco in collaborazione con Kurupt. Registrato nell'Estate del 2008, Blaqkout è stato pubblicato il 9 giugno 2009 per la Mad Science Recordings di DJ Quik ed ha ottenuto risultati modesti.
Nel frattempo DJ Quik ha continuato a lavorare sul suo nuovo album solista, intitolato The Book of David. La prima traccia estratta dall'album è Nobody, che segna il ritorno alla collaborazione tra DJ Quik e Suga Free dopo anni di litigi.
Nel febbraio 2011 Quik ha pubblicato il primo singolo tratto da "The Book of David" intitolato Luv Of My Life, mentre l'album è stato pubblicato il 20 aprile 2011.
Nel 2014 DJ Quik torna con il suo nono album intitolato "The Midnight Life" (14 ottobre 2014), collaborando nuovamente con partner storici come Suga Free, El DeBarge, Rob "Fonksta" Bacon e Tweed Caddilac, ai quali si aggiunge anche David Blake II, il figlio di DJ Quik.

## Vita privata
È stato sposato per due anni e ha 4 figli (Fonte: Sister 2 Sister Magazine).

## Discografia

### Solista
- 1991 - Quik Is the Name
- 1992 - Way 2 Fonky
- 1995 - Safe + Sound
- 1998 - Rhythm-al-ism
- 2000 - Balance & Options
- 2002 - Under tha Influence
- 2005 - Trauma
- 2011 - The Book of David
- 2014 - The Midnight Life

### Collaborazioni
- 2007 - Midnight Life (con i Fixxers)
- 2009 - Blaqkout (con Kurupt)
- 2017 - Rosecrans (con Problem)

### Compilation e Mixtape
- 1987 - The Red Tape
- 2002 - The Best of DJ Quik: Da Finale
- 2005 - The Trauma Mixtape
- 2006 - Trauma Instrumentals
- 2006 - Greatest Hits: Live at the House of Blues

### DVD
- 2003 - Visualism: The Art of Sound Into Vision

## Filmografia
- Head of State (2003) - Direttore Musicale

## Curiosità
- Quando iniziò a fare il DJ alle feste, David Blake assunse il nome d'arte di Devastating D.
- Ha mixato quasi metà canzoni di All Eyez on Me di 2Pac, sulla quale ha prodotto anche "Heartz Of Men" venendo però accreditato col suo nome vero David Blake, perché la Profile Records non gli lasciò usare il suo nome d'arte.
- Il suo terzo album Safe + Sound vedeva come produttore esecutivo Suge Knight.
- Le attrici Nadine Velazquez (My Name Is Earl) e Shannyn Sossamon (40 giorni & 40 notti) appaiono nel video "Hand In Hand"
- Ha fatto dei cameo in sit-com quali Entourage (nel ruolo di sé stesso) e Everybody Hates Chris (nel ruolo di DJ Hilly Hill)
- Ha partecipato allo show televisivo Weakest Link nella puntata speciale con ospiti famosi rapper.
- Un suo brano, per la precisione  Dollaz + Sense, è presente in Grand Theft Auto V, sulla stazione radio “West Coast Classic”